# روبرت هيوز (لاعب كريكت)
روبرت هيوز (26 أكتوبر 1973 في المملكة المتحدة - )  (بالإنجليزية: Robert Hughes)‏ هو لاعب كريكت بريطاني. لعب مع Herefordshire County Cricket Club ‏.

## وصلات خارجية
- روبرت هيوز على موقع إي آس بي آن كريك إنفو (الإنجليزية)